# Winnertzia carpinicola
Winnertzia carpinicola är en tvåvingeart som beskrevs av Jean-Jacques Kieffer 1913. Winnertzia carpinicola ingår i släktet Winnertzia och familjen gallmyggor.
Artens utbredningsområde är Frankrike. Inga underarter finns listade i Catalogue of Life.